# 米德堡 (馬里蘭州)
米德堡（英語：Fort Meade）是美国馬里蘭州安妮阿倫德爾縣下轄的一个普查規定居民點。2010年人口统计为9,327人。美国国家安全局所在地。